# Peter Jazbinšek
Peter Jazbinšek, slovenski častnik in psiholog, * 27. maj 1976, Trbovlje. 

## Življenje
Osnovno šolanje je končal v Sevnici. Srednjo šolo je zaključil na Gimnaziji Trbovlje in nadaljeval s študijem v Ljubljani.
Po opravljenem študiju psihologije je leta 2002 končal še Šolo za častnike in bil nato razporejen na dolžnost v poveljstvo 72. brigade. Od leta 2004 je opravljal naloge pomočnika poveljnika 72. brigade za psihološko dejavnost. Vrsto let je deloval tudi na področju stikov z javnostmi, civilno-vojaškega sodelovanja in protokola. Od junija leta 2009 do septembra 2011 je opravljal dolžnost pribočnika direktorja štaba GŠSV v kabinetu načelnika GŠSV. Kasneje je opravljal dolžnost častnika za spremljanje zmogljivosti v Generalštabu Slovenske vojske, od februarja 2012 do maja 2013 je bil namestnik poveljnika poveljniško-logistične čete v 74. motoriziranem bataljonu. Po 15. maju 2013 pa je prevzel dolžnost poveljnika poveljniško-logistične čete v 74. pehotnem polku.

## Napredovanja
- podpolkovnik
- major
- stotnik: 2013
- nadporočnik: 2010
- Vrnitev na častniško dolžnost - poročnik: 2009
- višji vojaški uslužbenec: 2004
- poročnik: 2003
- podporočnik: 2002

## Odlikovanja in priznanja
- bronasti znak 72. brigade
- srebrni znak 72. brigade
- zlati znak 72. brigade
- pohvala Načelnika Generalštaba Slovenske vojske
- medalja Načelnika Generalštaba Slovenske vojske
- bronasta medalja Slovenske vojske
- znak za dolgoletno službo - X. let